# مولد کوچک‌کننده
در رمزنگاری، مولد کوچک کننده نوعی تولیدکننده عدد شبه تصادفی است که در رمزنگاری جریانی مورد استفاده قرارمی گیرد. این مولد برای اولین باردر کریپتو ۱۹۹۳ توسط دون کوپرزمیت، هوگو کراچزیک و ییشی منصور منتشر شده‌است.
مولد کوچک کننده از دو ثبات تغییر بازخورد خطی استفاده می‌کند. یکی با نام دنباله A، بیت‌های خروجی تولید می‌کند، و دیگری با نام دنباله S، خروجی آنها را کنترل می‌کند. هر دو A و S کلاک می‌خورند، اگر بیت S برابر ۱ باشد، بیت A خروجی است. S برابر ۱ باشد، A دور ریخته می‌شود، خروجی نخواهیم داشت، و رجیسترها دوباره کلاک می‌خورند. این کار اشکالاتی دارد که نرخ خروجی مولد به‌طور نامنظم متفاوت است و به گونه ای که به وضعیت S اشاره دارد. این مشکل را می‌توان با بافر کردن خروجی برطرف کرد. دنبالهٔ تصادفی تولید شده توسط LFSR نمی‌تواند عدم پیش‌بینی شدن سیستم ایمن را تضمین کند و روشهای مختلفی برای بهبود تصادفی بودن آن پیشنهاد شده‌است
با وجود این سادگی، در حال حاضر هیچ حملهٔ شناخته شده‌ای بهتر از Brute-force وقتی که چندجمله ای‌های بازخورد مخفی هستند وجود ندارد. اگر چندجمله‌های بازخورد شناخته شده باشند، بهترین حمله شناخته شده به خروجی باطول کمتر از A*S نیاز دارد.
یک نوع جالب مولد خود کوچک کننده است.

## پیاده‌سازی در پایتون
در این مثال از دو ثبات تغییر بازخورد خطی گالیوس برای تولید جریان خروجی شبه تصادفی استفاده شده‌است. از این کد پایتون می‌توان برای رمزگذاری و رمزگشایی یک فایل یا هر نوع bytestream استفاده کرد. 
```
#!/usr/bin/env python

import
 
sys

# ----------------------------------------------------------------------------

# Crypto4o functions start here

# ----------------------------------------------------------------------------

class
 
GLFSR
(
object
):

    
"""Galois linear-feedback shift register."""

    
def
 
__init__
(
self
,
 
polynom
,
 
initial_value
):

        
print
 
"Using polynom 0x
%X
, initial value: 0x
%X
."
 
%
 
(
polynom
,
 
initial_value
)

        
self
.
polynom
 
=
 
polynom
 
|
 
1

        
self
.
data
 
=
 
initial_value

        
tmp
 
=
 
polynom

        
self
.
mask
 
=
 
1

        
while
 
tmp
 
!=
 
0
:

            
if
 
tmp
 
&
 
self
.
mask
 
!=
 
0
:

                
tmp
 
^=
 
self
.
mask

            
if
 
tmp
 
==
 
0
:

                
break

            
self
.
mask
 
<<=
 
1

    
def
 
next_state
(
self
):

        
self
.
data
 
<<=
 
1

        
retval
 
=
 
0

        
if
 
self
.
data
 
&
 
self
.
mask
 
!=
 
0
:

            
retval
 
=
 
1

            
self
.
data
 
^=
 
self
.
polynom

        
return
 
retval

class
 
SPRNG
(
object
):

    
def
 
__init__
(
self
,
 
polynom_d
,
 
init_value_d
,
 
polynom_c
,
 
init_value_c
):

        
print
 
"GLFSR D0: "
,

        
self
.
glfsr_d
 
=
 
GLFSR
(
polynom_d
,
 
init_value_d
)

        
print
 
"GLFSR C0: "
,

        
self
.
glfsr_c
 
=
 
GLFSR
(
polynom_c
,
 
init_value_c
)

    
def
 
next_byte
(
self
):

        
byte
 
=
 
0

        
bitpos
 
=
 
7

        
while
 
True
:

            
bit_d
 
=
 
self
.
glfsr_d
.
next_state
()

            
bit_c
 
=
 
self
.
glfsr_c
.
next_state
()

            
if
 
bit_c
 
!=
 
0
:

                
bit_r
 
=
 
bit_d

                
byte
 
|=
 
bit_r
 
<<
 
bitpos

                
bitpos
 
-=
 
1

                
if
 
bitpos
 
<
 
0
:

                    
break

        
return
 
byte

# ----------------------------------------------------------------------------

# Crypto4o functions end here

# ----------------------------------------------------------------------------

def
 
main
():

    
prng
 
=
 
SPRNG
(
int
(
sys
.
argv
[
3
],
 
16
),
 
int
(
sys
.
argv
[
4
],
 
16
),

                 
int
(
sys
.
argv
[
5
],
 
16
),
 
int
(
sys
.
argv
[
6
],
 
16
))

    
with
 
open
(
sys
.
argv
[
1
],
 
"rb"
)
 
as
 
f
,
 
open
(
sys
.
argv
[
2
],
 
"wb"
)
 
as
 
g
:

        
while
 
True
:

            
input_ch
 
=
 
f
.
read
(
1
)

            
if
 
input_ch
 
==
 
""
:

                
break

            
random_ch
 
=
 
prng
.
next_byte
()
 
&
 
0xff

            
g
.
write
(
chr
(
ord
(
input_ch
)
 
^
 
random_ch
))

if
 
__name__
 
==
 
'__main__'
:

    
main
()

```